# Crassula solieri
Crassula solieri ist eine Pflanzenart der Gattung Dickblatt (Crassula) in der Familie der Dickblattgewächse (Crassulaceae). 

## Beschreibung
Crassula solieri ist eine aufrechte bis mit aufgerichteten Enden kriechende Pflanze mit Trieben von bis zu 5,5 Zentimeter Länge. Ihre lanzettlichen Laubblätter sind 2,4 bis 3,3 Millimeter lang.
Je Knoten wird ein vierzählige Blüte ausgebildet. Der Blütenstiel ist 1,2 bis 2,6 Millimeter (selten ab 0,6 Millimeter) lang. Die dreieckigen Kronblätter sind 0,6 bis 0,9 Millimeter lang und 0,5 bis 0,8 Millimeter breit. Ihre 0,9 bis 1,3 Millimeter langen und 0,5 bis 0,6 Millimeter breiten Kelchblätter sind ebenfalls dreieckig. Sie sind länger als die Kronblätter. Die fadenförmig-spateligen Nektarschüppchen sind 0,65 Millimeter lang. Je Fruchtblatt werden 9 bis 14 Samen ausgebildet. Die länglichen ellipsoiden Samen sind rötlich braun, glatt und glänzend oder undeutlich längsgerippt. Sie sind etwa 0,32 bis 0,42 Millimeter (selten bis zu 0,55 Millimeter) lang und 0,15 bis 0,19 Millimeter (selten bis zu 0,21 Millimeter) breit.

## Systematik und Verbreitung
Crassula solieri ist im Westen der Vereinigten Staaten in den Bundesstaaten Wyoming, Nevada, Texas, Oregon und Kalifornien sowie in Zentral-Chile verbreitet. Die Art ist erdbewohnend oder subaquatisch in saisonalen Wasserstellen.
Die Erstbeschreibung als Tillaea solieri durch Claude Gay wurde 1847 veröffentlicht. Friedrich Carl Meigen stellte die Art 1893 in die Gattung Crassula.
Synonyme sind Tillaea andicola Phil. (1872) und Crassula andicola (Phil.) F.Meigen (1893).

## Nachweise